# Yorkshire Post

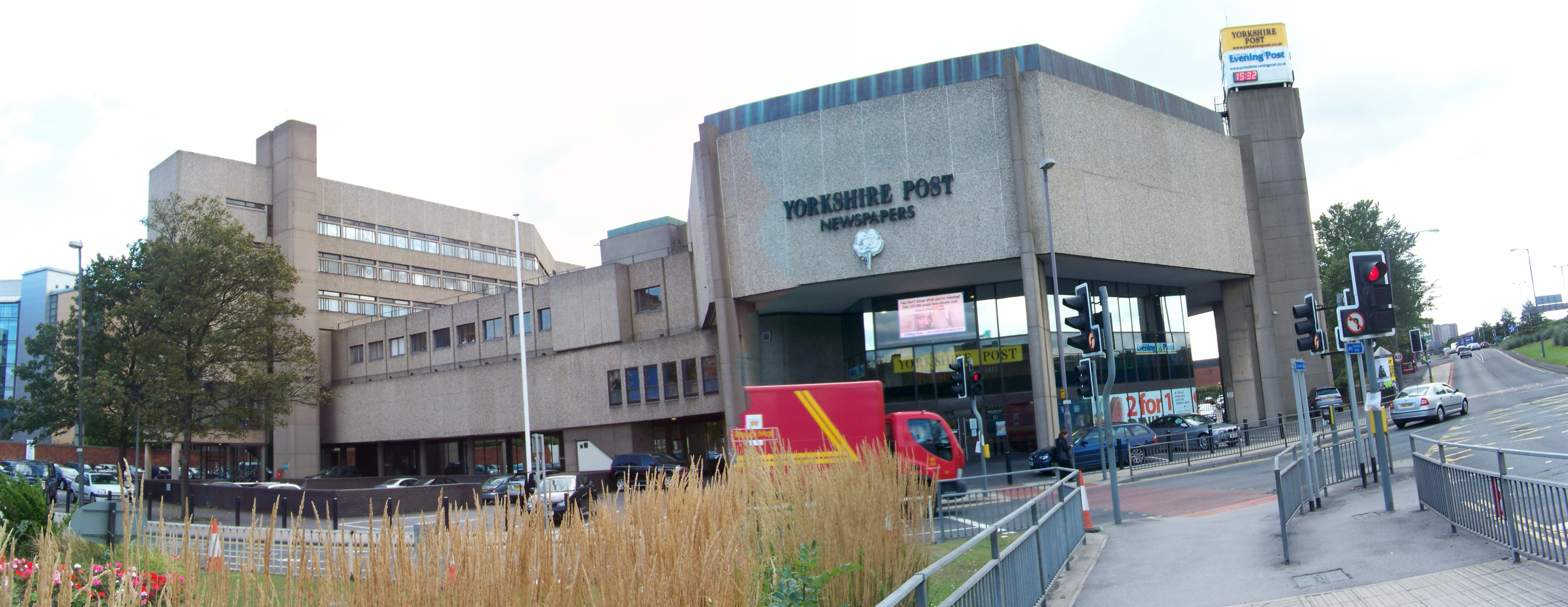
Yorkshire Posts huvudkontor.

Yorkshire Post är en tidning utgiven i Leeds, Storbritannien, grundad 2 juli 1754 som Leedes Intelligencer. Tidningen ägs av Johnston Press plc och är konservativ.